# 17-й стрілецький корпус (СРСР)
17-й стрілецький корпус (рос. 17-й стрелковый корпус, 17-й ск) — оперативно-тактичне військове об'єднання, стрілецький корпус Червоної армії, який існував у період з грудня 1922 до серпня 1941 року.

## Історія об'єднання

### 1-ше формування
17-й стрілецький корпус сформований відповідно до наказу командувача 5-ї Червонопрапорної армії № 213 від 25 грудня 1922 року у м. Читі шляхом перейменування Приморського корпусу. Він отримав назву 17-й Приморський стрілецький корпус. У лютому — червні 1923 року частини корпусу брали участь у боях у Якутії проти загону генерала Пепеляєва.
У січні 1924 року корпус передислокували в Україну до Вінниці, де він з жовтня 1924 року став іменуватися 17-м стрілецьким корпусом. З січня 1924 по вересень 1939 року штаб корпусу знаходився у Вінниці. 26 липня 1938 року Київський військовий округ було перетворено на Київський Особливий військовий округ, а на основі 17 ск розгорнута Вінницька армійська група. З 17 по 28 вересня 1939 року корпус брав участь у поході на Західну Україну, діючи у складі Волочиської групи, атакував польські війська у районі Тарнополя, його частини захопили Єзерню, Козову та Тарнополь, в подальшому діяли в районі Буська, Перемишлян, Біброк та штурмом брали Львів.
У жовтні 1939 року управління корпусу було передислоковано до Чернівців.
На початок німецько-радянської війни частини 17-го стрілецького корпусу розташовувалися вздовж румунського кордону на стику Молдови та України. 21 червня Політбюро ЦК ВКП (б) вирішило на базі штабу Московського військового округу на чолі з командувачем — генералом армії Тюленєвим І. В. утворити Південний фронт. Вже після початку операції «Барбаросса», Південний фронт у складі 9-ї і 18-ї армій, 9-го Особливого, 55-го і 7-го стрілецьких корпусів та частин фронтового підпорядкування був розгорнутий у визначеній фронтовій зоні відповідальності. 4 липня у зв'язку з тим, що противник форсував Прут, корпус почав відведення своїх частин на новий оборонний рубіж Гуків, річка Збруч до впадання в річку Дністер, по берегу Дністра до Калачківців, Липкан і далі по річці Прут до Лопатника.
Після прориву Летичівського УР німецько-румунські війська почали наступ у південному та південно-східному напрямах, створюючи загрозу обходу з півночі правого крила фронту. Щоб уникнути оточення, 17 ск був змушений розпочати відхід у східному напряму.
4 серпня корпус переправився через Південний Буг у районі Чаусове, зазнавши при цьому великих втрат. Після відходу на східний берег Дніпра частини 17-го стрілецького корпусу прикривали Нікопольський напрямок.
25 серпня 1941 року корпус був розформований.

### Командування

#### Командири
- Фельдман Б. М. (1922 — 1924);
- Фабриціус Я. Ф. (1924 — 1927);
- Нейман К. А. (лютий 1927 — 1928);
- Василенко М. І. (1929 — 1931);
- Квятек К. Ф. (лютий 1931 — травень 1935);
- комдив Гермоніус В. Е. (1936 — червень 1937);
- комбриг Софронов Г. П. (4 червня — 13 серпня 1937);
- комдив Болдін І. В. (30 червня — 11 серпня 1938);
- комдив, з 4 червня 1940 року генерал-майор Колганов К. С. (21 січня 1939 — серпень 1940);
- генерал-майор Галанін І. В. (14 березня — 25 серпня 1941).

#### Склад
| вересень 1939 | жовтень 1940 | 22 червня 1941 | 10 липня 1941 | 1 серпня 1941 |
| ------------- | ------------ | -------------- | ------------- | ------------- |
| 96-та сд      | 96-та гд     | 96-та гд       | 96-та гд      | 96-та гд      |
| 97-ма сд      | —            | —              | —             | —             |
| —             | 60-та гд     | 60-та гд       | —             | —             |
| —             | 164-та сд    | 164-та сд      | 164-та сд     | 164-та сд     |
| —             | —            | —              | 189-та сд     | —             |

### 2-ге формування
У грудні 1942 року на Далекому Сході у складі 25-ї армії був розгорнутий 17-й стрілецький корпус другого формування. У серпні 1945 року на Далекому Сході до його складу входили 187-ма і 366-та стрілецькі дивізії. В контексті підготовки до радянського вторгнення в Маньчжурію в серпні 1945 року корпус був переданий 5-й армії. На початку вторгнення корпус наступав у першому ешелоні цієї армії, його головним завдання було відрізати японські північно-східні та східні (Суйфеньхе) укріплені райони, а також 105-й укріплений район і кілька батальйонів прикордонної охорони.
У перший день вторгнення, 9 серпня, 187-ма дивізія вела важкий бій за контроль над залізничними тунелями на схід від Суйфеньхе, які були швидко закріплені. Корпус просунувся на південь у тил укріпленого району Суйфеньхе, де з'єднався з військами 39-го стрілецького корпусу 25-ї армії, завершивши оточення укріпленого району Туннін. Швидке радянське просування не дозволило японським військам створити нові рубежі оборони та ефективно протистояти вторгненню. О 17:00 того ж дня корпус був переданий 25-й армії. Після зачищення від японських військ територій біля Тунніна, 17-й і 39-й корпуси 11 серпня почали наступ на південний захід вздовж дороги Туннін до Ванціна, Тумені, Туньхуа і Гірина. Два корпуси підійшли до Лаохейшаня до полудня 12 серпня, пройшовши за час наступу 29,9–40,2 км.
Протягом наступних кількох днів 10-й механізований корпус і два стрілецькі корпуси просувалися по вузькій дорозі з Лаохейшаня в Хейтосай, що змусило колону розтягнутися вздовж дороги. В результаті тільки передові загони і розвідувальні підрозділи зустріли незначний опір японців перед захопленням Хейтосая. Командувач 25-ю армією Іван Чистяков розділив частини на дві колони, одна з яких включала 17-й корпус і частини 10-ї механізованого, наступаючи на захід до перевалу Тайпінлін. 15 серпня радянські війська вийшли на японські оборонні позиції 284-го піхотного полку 128-ї піхотної дивізії в Лоцкоу. 187-ма дивізія розпочала фронтальну атаку, а 366-та оточувала японців з півдня. Тим часом 72-га механізована бригада 10-го корпусу обійшла японців і просунулася на схід до перевалу Тайпінлін, де їх зупинив 285-й піхотний полк 128-го полку, який побудував підготовлені оборонні позиції.
Пізно ввечері 16 серпня радянські війська змогли захопити як Лоцокоу, так і перевал Тайпінлінг, прорвавши японську оборону, і продовжуючи переслідувати залишки 128-ї дивізії на захід. Через два дні корпус слідував за 10-м механізованим корпусом і з'єднався з передовими частинами 5-ї армії в Тунчінчен, просунувшись на 30 км. У жовтні 1945 року корпус було розформовано.

### 3-тє формування
У вересні 1949 року 17-й стрілецький корпус був сформований втретє у Самарканді Туркестанського військового округу в рамках нарощування Радянської Армії. Спочатку до його складу входили 16-та гвардійська механізована дивізія в Самарканді і 360-та стрілецька дивізія в Термезі. 203-тя Карагандинська стрілецька дивізія увійшла до складу корпусу пізніше того ж року. У 1955 році 360-та була перенумерована в 62-гу стрілецьку дивізію, а 203-тя стала 30-ю. У 1957 році 62-га стала 108-ю мотострілецькою дивізією, 203-тя — 102-ю, 16-та гвардійська — 90-ю гвардійською мотострілецькою дивізією.
У червні 1957 року 17-й стрілецький корпус став 17-м армійським корпусом. Наприкінці 1960-х років штаб корпусу переїхав до Фрунзе у щойно реформований Середньоазійський військовий округ та прийняв під своє керівництво три мотострілецькі дивізії: 201-у в Душанбе, 8-у гвардійську (нещодавно передислоковану з Таллінна до Фрунзе) і 68-му (переїхав з Урюпінська в Талдикорган). До складу 17-го армійського корпусу також входили два окремих мотострілецьких полки: 30-й під Кордаєм і 860-й під Ошем.
У січні 1980 року 860-й окремий мотострілецький полк був направлений до складу 40-ї армії для участі в радянсько-афганській війні. Його змінив 32-й окремий мотострілецький полк, який перекинули з Орджонікідзе і незабаром розгорнули в 68-му окрему мотострілецьку бригаду — єдину гірську бригаду Радянської Армії. У лютому 1980 року 201-шу мотострілецьку дивізію також було направлено до Афганістану, її замінила 134-та мотострілецька дивізія, доповнена колишніми 92-м мотострілецьким і 401-м танковим полками. Маючи три дивізії і бригаду, корпус дорівнював за чисельністю деяким загальновійськовим арміям. Наприкінці 1980-х років менші частини корпусу включали 789-у окрему роту охорони та охорони та 78-му бригаду матеріального забезпечення у Фрунзе, 751-й окремий інженерно-саперний батальйон у Капчагай, 13-й кулеметно-артилерійський полк, 179-й окремий реактивний артилерійський дивізіон та окремий батальйон радіоелектронної боротьби в Сари-Озек. У січні 1989 року, після розформування Середньоазійського військового округу, корпус знову увійшов до складу Туркестанського військового округу. 24 серпня 30-й полк увійшов до складу 8-ї гвардійської дивізії.
Після розпаду Радянського Союзу, влітку 1992 року, штаб корпусу став штабом Міністерства оборони Киргизстану.